# Pidotimod
Pidotimod é um fármaco imunoestimulante, utilizado na prevenção de bactérias gram positivas e gram negativas, e imunodeficiências primária e secundária no trato respiratório. Em sua forma bruta é muito solúvel em água.

## Mecanismo de ação
Desconhecido. Acredita-se que proporcione estimulação e regulação da resposta imunológica através dos linfócitos T, em especial.

## Posologia
As doses habitualmente empregadas são de 800 mg em adultos, duas vezes ao dia, por quinze dias e em crianças e idosos 400 mg, duas vezes ao dia, por quinze dias. Para tratamento profilático, as dose utilizadas são as mesmas, porém o tratamento é para 60 dias.